# Macroglossum adustum
Macroglossum adustum là một loài bướm đêm thuộc họ Sphingidae, chi Macroglossum.